# SAME (Traktoren)

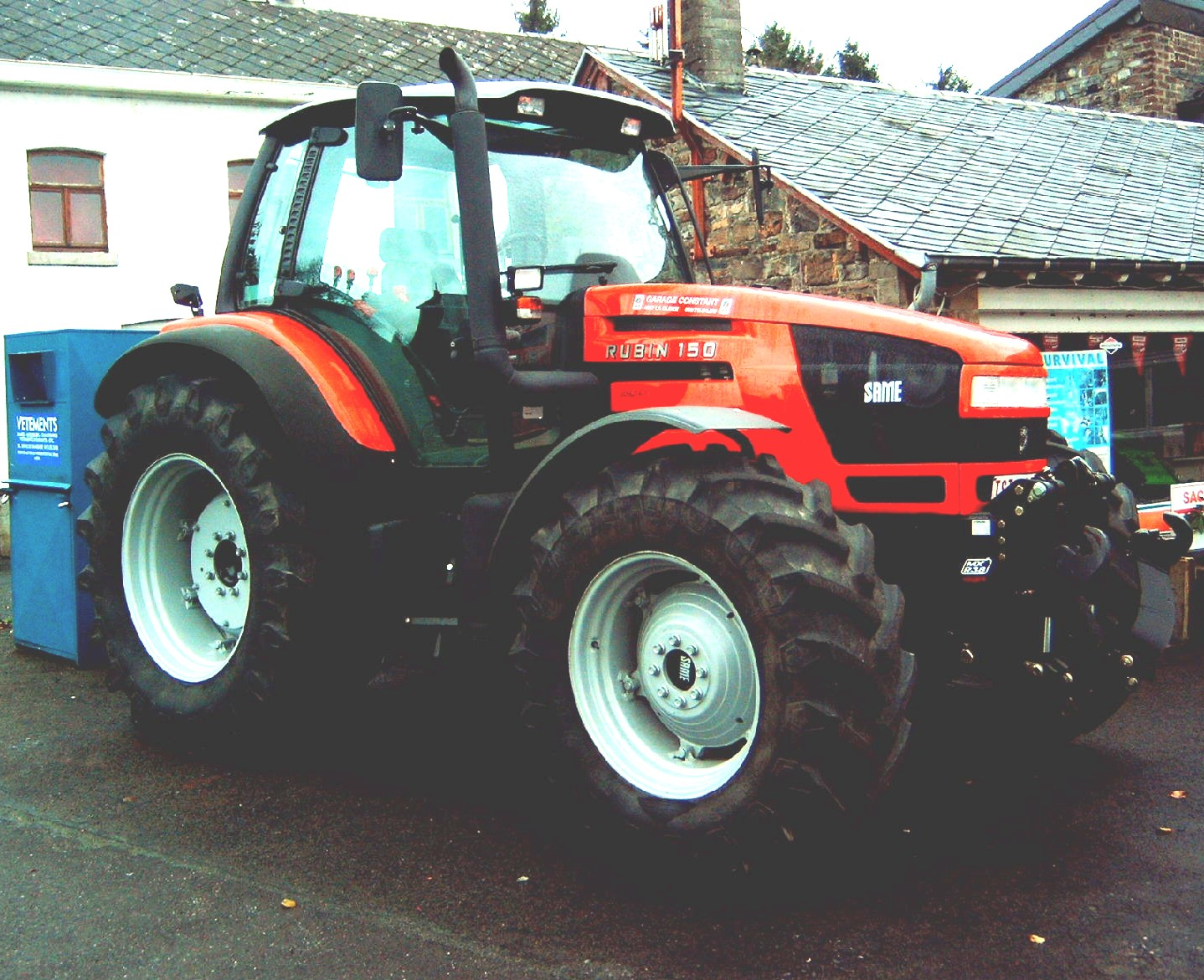
SAME Rubin 150

Das Unternehmen SAME, Akronym für Società Accomandita Motori Endotermici (deutsch Kommanditgesellschaft für endothermische Motoren), wurde 1942 von den Brüdern Francesco und Eugenio Cassani in Treviglio (Provinz Bergamo) in Italien gegründet und ist heute Teil der SDF-Gruppe, zu dem auch die Marken Deutz-Fahr, Lamborghini, Hürlimann und Grégoire gehören.

## Geschichte

### Von 1927 bis zur Nachkriegszeit des Zweiten Weltkriegs

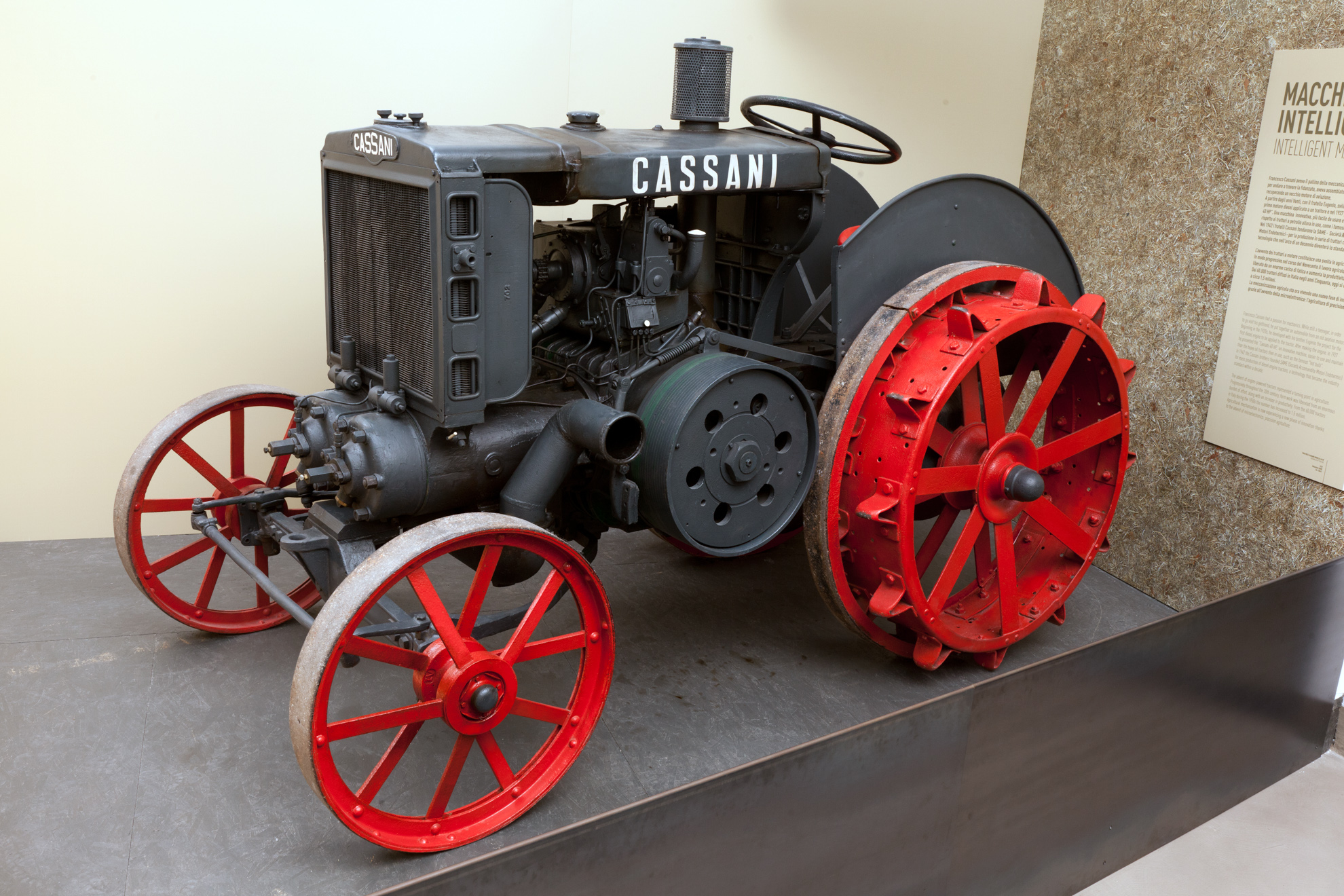
Cassani 40 PS Traktor von Francesco und Eugenio Cassani

1927 entwarfen und konstruierten die Brüder Francesco und Eugenio Cassani einen Traktor mit dem Namen Cassani 40 PS, der durch einen Dieselmotor angetrieben wurde – einer Antriebsart, die seit den 1920er Jahren für Fahrzeuge in der Industrie, beim Militär und für Eisenbahnen eingesetzt wurde. Es handelte sich um einen liegenden Zweizylindermotor, der als Zweitakter mit einem Hubraum von 12.723 cm³ konzipiert war, bei 550/min eine Leistung von 40 PS brachte. Die Zündung erfolgte mit Hilfe eines zigarettenähnlichen Glüheinsatzes, der dafür sorgte, dass der Kraftstoff in den Leitungen besser zündete und der Motor unter Druck gestartet wurde. Der Traktor hatte 4 Gänge (3 Vorwärts- und 1 Rückwärtsgang) und erreichte eine Höchstgeschwindigkeit von 15 km/h. Der Preis betrug damals 28.000 Lire. Der von den Brüdern Cassani konstruierte Traktor wurde in Lizenz von den Officine Gaetano Barbieri aus Castelmaggiore verkauft.
Die 1942 gegründete Gesellschaft SAME stellte anfangs Verbrennungs- und Dieselmotoren für den zivilen und industriellen Gebrauch sowie Winden, Kräne, Pflüge und Feuerlöschpumpen her. 1946 entstanden die ersten selbstfahrenden, mit Petroleum betriebenen Mähmaschinen mit 8 PS.

### Von der Nachkriegszeit des Zweiten Weltkriegs bis zu den Wirtschaftswunderjahren
Auf der Mailänder Messe stellte SAME 1946 die erste selbstfahrende, dreirädrige Mähmaschine vor, deren Motor mit Petroleum betrieben wurde und an die andere Maschinen und landwirtschaftliche Geräte angekoppelt werden konnten. Das Unternehmen entwickelte somit den ersten „Allzweckschlepper“, mit dem es unmittelbar nach dem Zweiten Weltkrieg auf den Markt ging.
1948 war die Geburtsstunde des SAME 3R/10, einem kleinen Allzwecktraktor mit 10 PS, der von einem Einzylindermotor mit Petroleum angetrieben wurde; er hatte zwei Antriebsräder, ein Lenkrad, verstellbare Spurweite und einen Rückwärtsgang.
Die Landwirtschaftsakademie Turin zeichnete ihn mit der Goldmedaille aus: Am 24. Oktober 1948 bezeichnete ihn die Landtechnikzeitung „Giornale dell’Agricoltura“ als „ein Juwel der italienischen Industrie“.

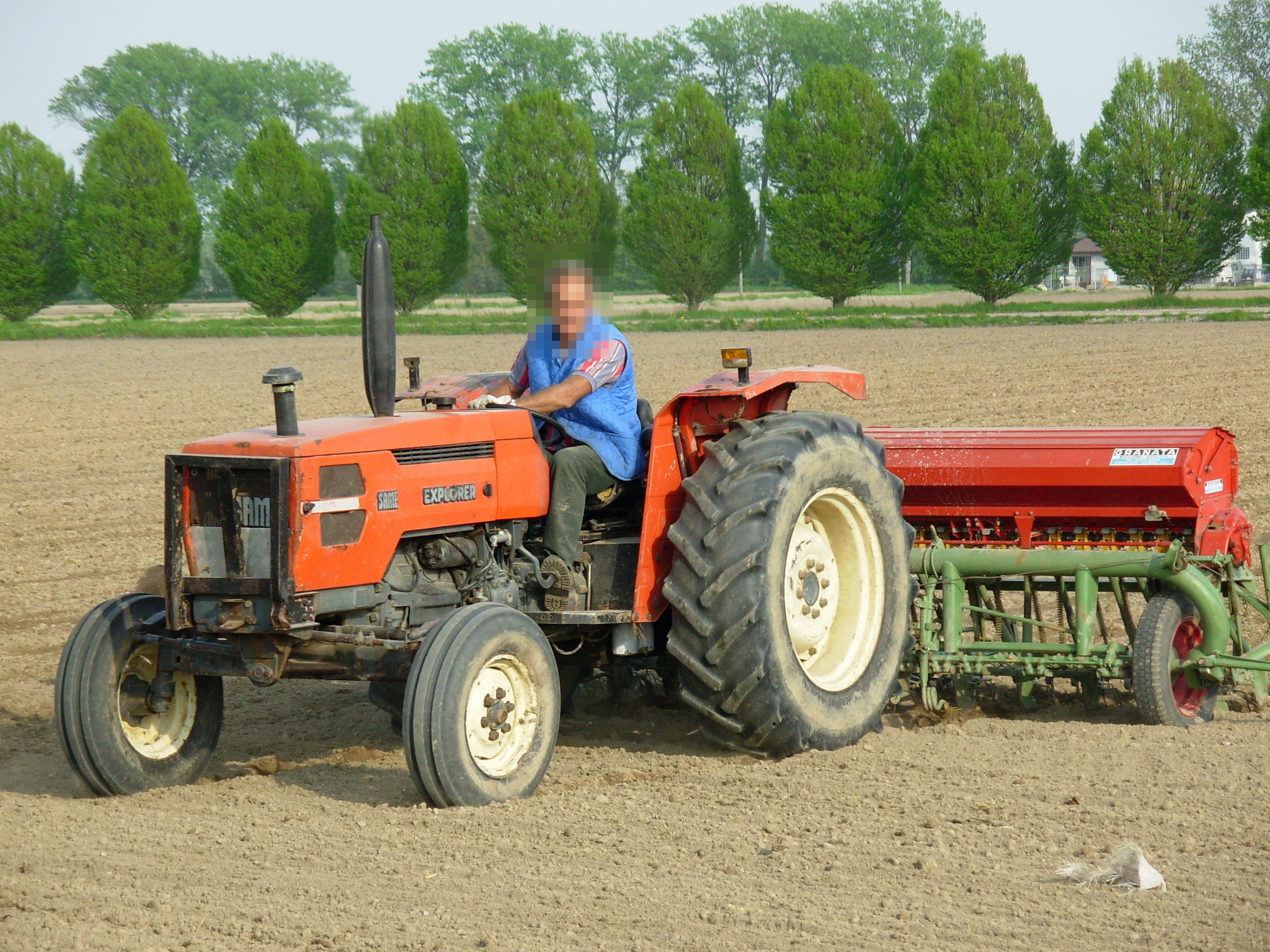
SAME Explorer

1950 begann man mit der Produktion der petroleumbetriebenen Modelle und es entstanden der SAME 4R/10 mit 10 PS und der 4R/20 mit 20 PS.
1952 kam der DA 25 auf den Markt, der erste industriell gefertigte Traktor mit Allradantrieb, Zweizylinder-Dieselmotor mit 25 PS und einem Hubraum von 2280 cm³, 7 Gängen und einer Höchstgeschwindigkeit von 24,3 km/h. Die Abkürzung DA steht für Diesel Aria, was auf die Luftkühlung hinweist, die ein Markenzeichen von SAME ist. So beginnt die industrielle Fertigung von Fahrzeugen mit vier Antriebsrädern – ein originäres Allradantriebssystem, das bereits 1928 entwickelt worden war.
1957 wurde der neue DA 30 DT eingeführt. Er kam in acht unterschiedlichen Ausführungen daher und ersetzte den DA 25. Während dieser Zeit baute SAME auch diverse Vorsatzgeräte, wie zum Beispiel Pflüge (mit einer oder zwei Pflugscharen, Scheiben oder reversibel), Federroder, Scheibeneggen, Fräsen, Heckschlepper, Mähbalken, Kipper, Bewässerungspumpen und Bohrer. Die ersten Modelle des DA 30 DT waren orange mit grünen Rädern, doch gegen Ende der 1950er Jahre wechselte die Farbe von Karosserie und Rädern auf rot, während der Motor dunkelgrau gestrichen war.
1958 erfolgte die Einführung des SAME 240, der als intelligenter Traktor bezeichnet wurde, da er erstmals serienmäßig mit der automatischen SAC-Steuerung (Stazione Automatica di Controllo) von SAME ausgestattet war, mit der die Kraft der Kraftheber gesteuert wurde und die in den darauf folgenden Jahren in alle Fahrzeuge einfloss. Er hatte einen Zweizylindermotor mit 42 PS, 6 Vorwärts- und 1 Rückwärtsgang und erreichte eine Höchstgeschwindigkeit von 28,9 km/h.

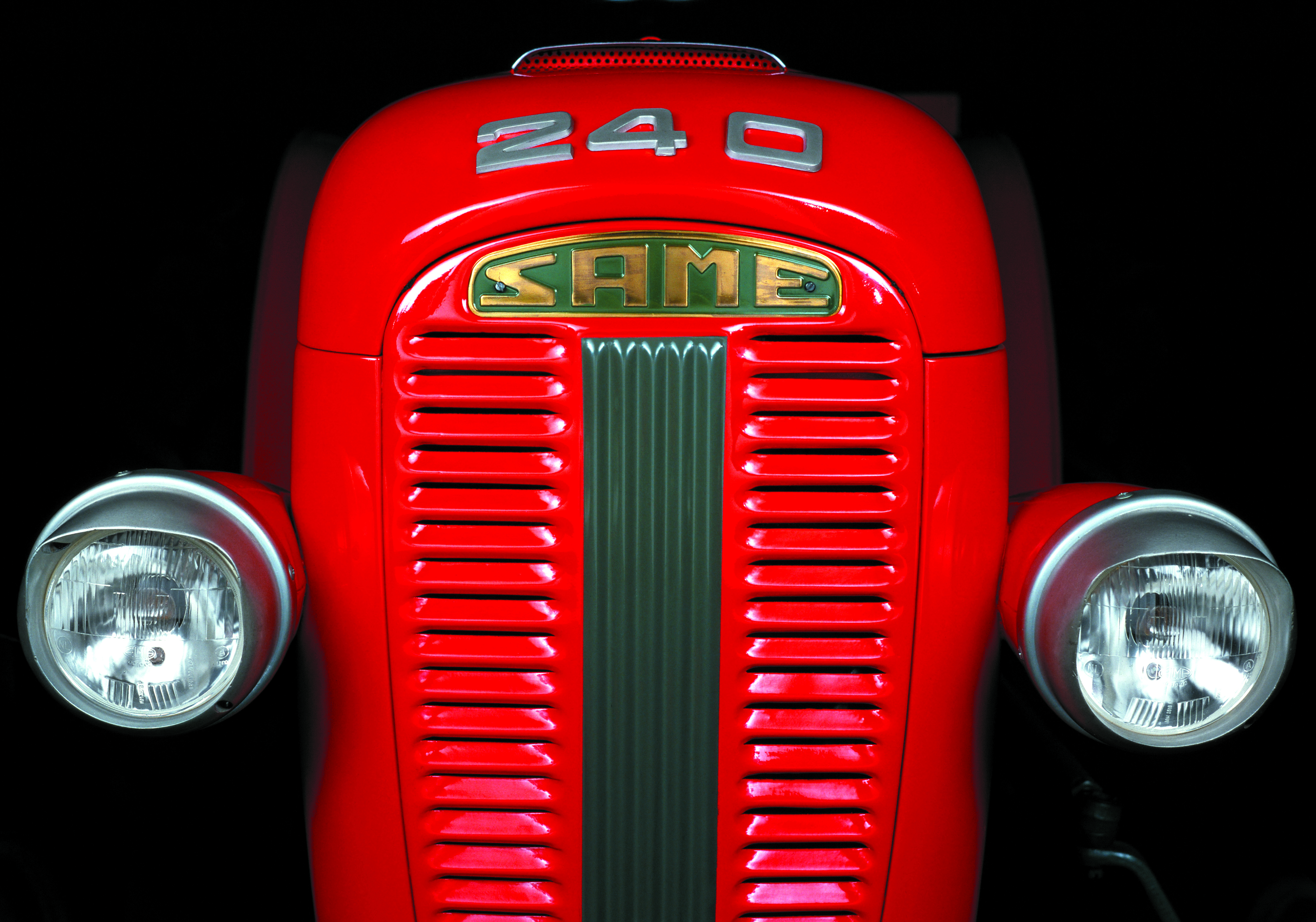
Frontansicht des SAME 240 aus dem Jahr 1959

### Von den Wirtschaftswunderjahren bis zum Ende der 1970er Jahre

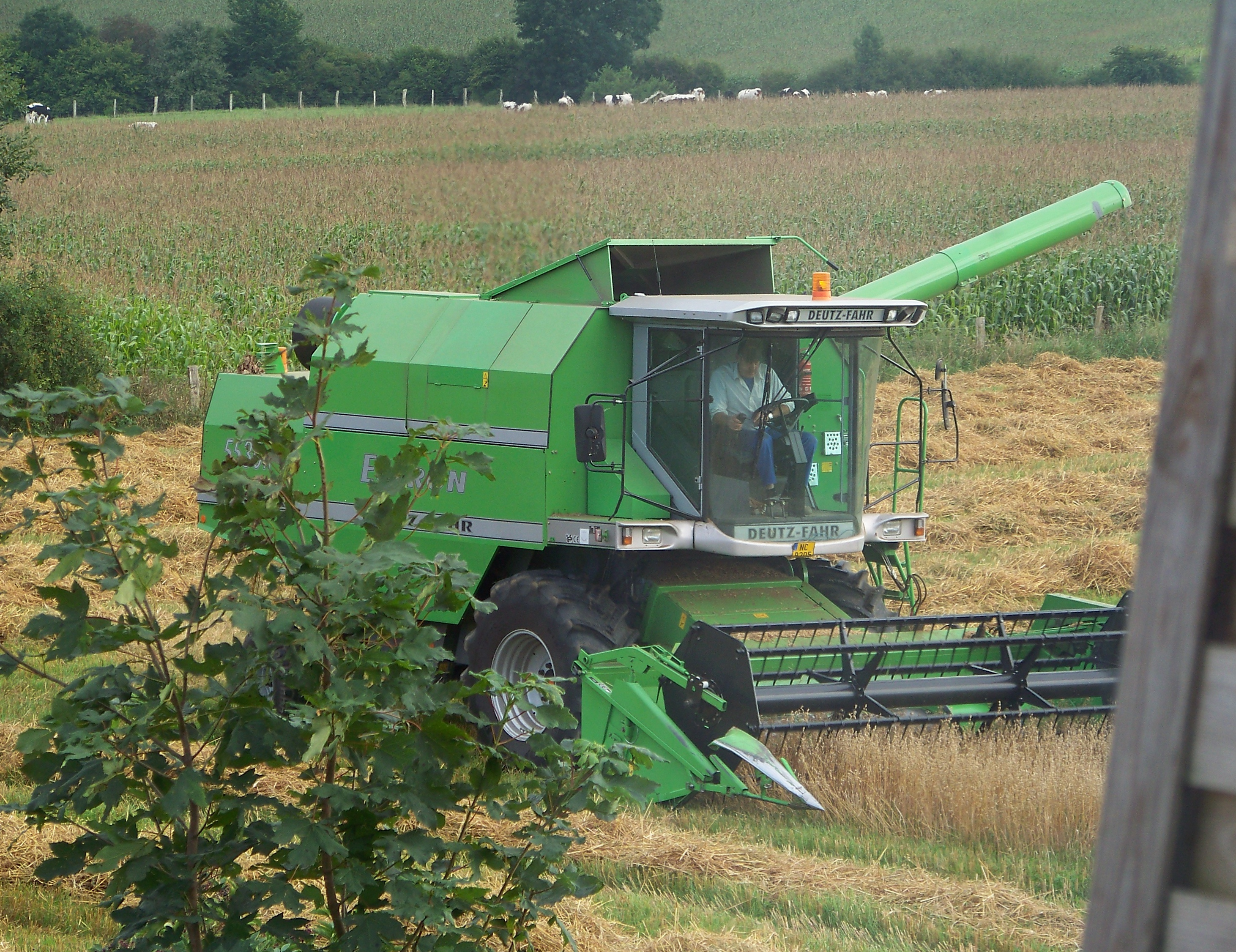
Deutz-Fahr-Mähdrescher

1961 war das Jahr des Puledro (zu Deutsch Fohlen) und des Samecar, ein Traktor, mit dem man Feldarbeiten verrichten und dank einer Kastenladefläche auch Gegenstände transportieren konnte. Gleichzeitig wurde eine neue Motorbaureihe mit 6 bzw. 8 Zylindern entwickelt.
Auf der Fieragricola auf dem Messegelände von Verona stellte SAME 1965 die neuen Motoren mit V-förmiger Anordnung der Zylinder sowie die Traktoren Italia V, SAME Atlanta, Sametto V und 450 V vor. Eine weitere bedeutende Veränderung bestand im neuen Design der Karosserien, das von der traditionellen abgerundeten Linienführung zu einer mehr linearen Formensprache überging.
1965 kam die Serie Centauro mit drei Modellen auf den Markt. Sie verfügten über einen Vierzylinder-V-Motor mit 55 PS, einen Hubraum von 3.500 cm3, 8 Vorwärtsgänge, 4 Rückwärtsgänge und brachten es auf eine Höchstgeschwindigkeit von 34,8 km/h.
1972 wurden die Zugmaschinen Corsaro 70 und Saturno 80 vorgestellt. 1973 kaufte SAME von Ferruccio Lamborghini die Sparte Lamborghini Trattori S.p.A. und nahm damit einige zusätzliche Technologien in ihre Produktpalette auf, wie zum Beispiel Raupenfahrzeuge und das voll synchronisierte Getriebe, das Lamborghini Trattori als erstes Unternehmen auf den Markt gebracht hatte. 1979 wurden die Schweizer Hürlimann Traktoren dazugekauft und die Firmierung der Gruppe wechselte zu SLH (SAME+Lamborghini+Hürlimann). Damit wurde SAME zum zweitgrößten Traktorenhersteller Italiens und zu einem der führenden Traktorenbauer weltweit.

### Von den 1980er Jahren bis zur Gründung von SAME Deutz-Fahr

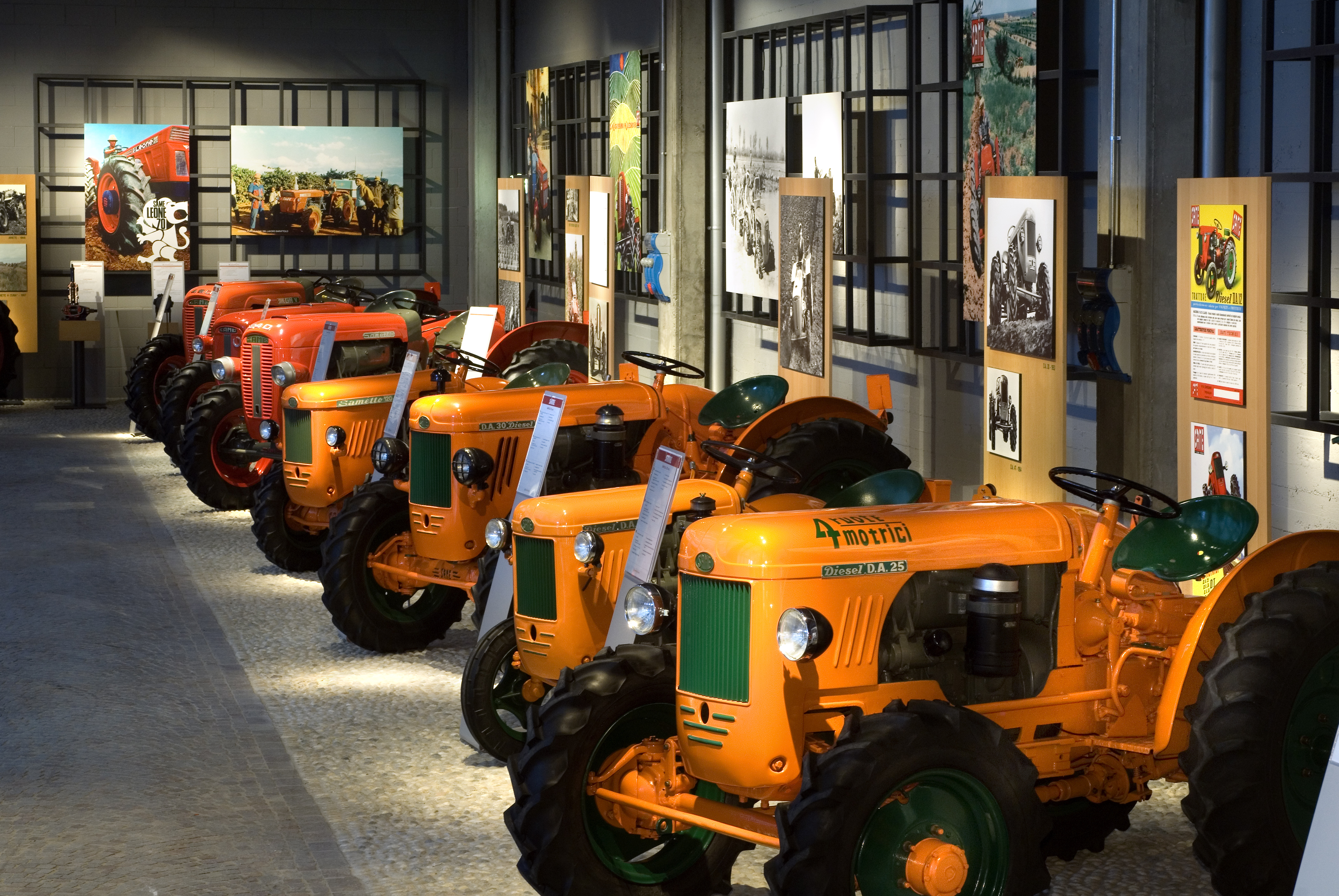
Im Historischen SAME-Museum ausgestellte Traktoren

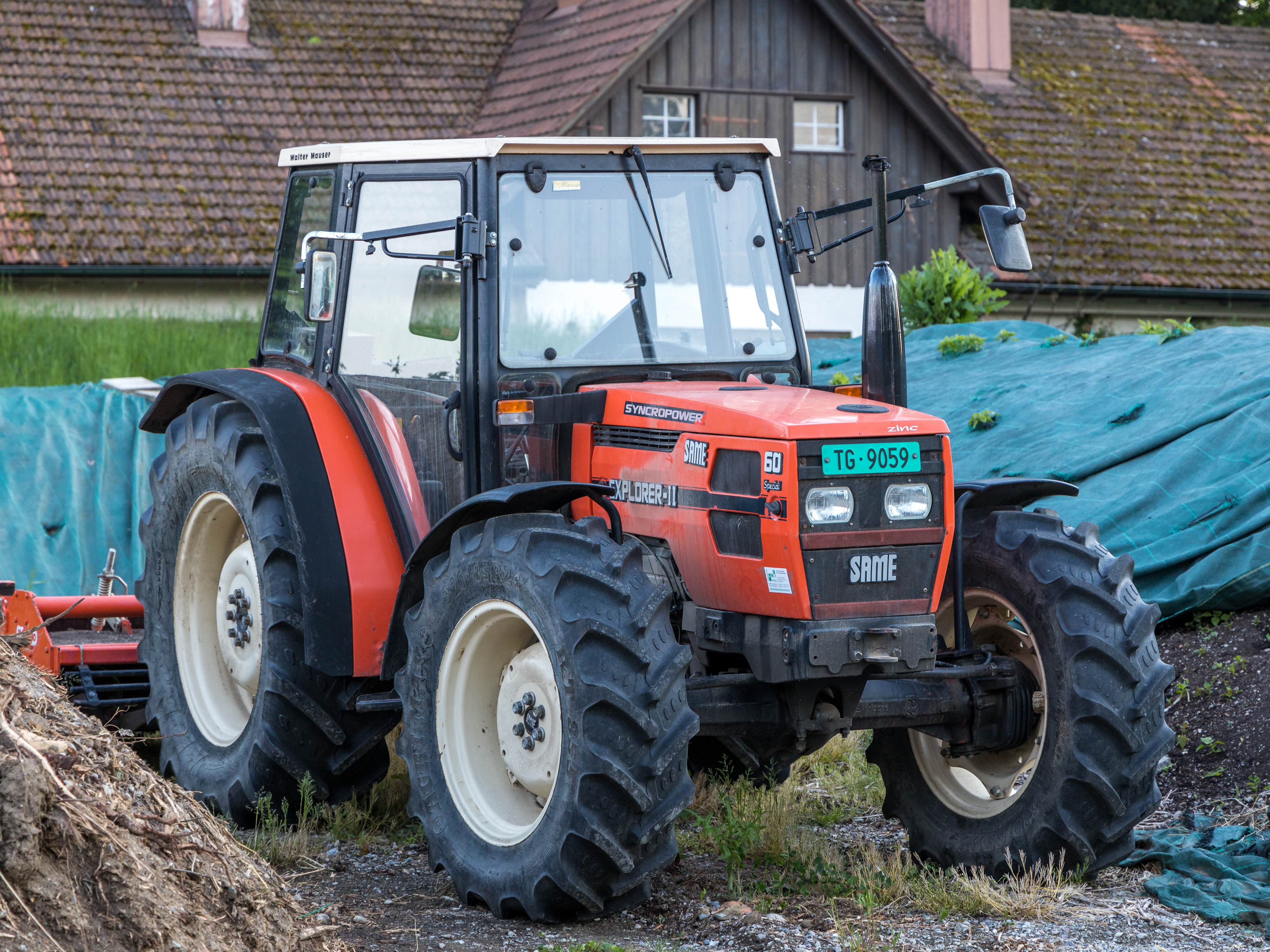
SAME Explorer-II 60 Special

1983 wurde die Serie Same Explorer eingeführt, die zu den erfolgreichsten Produkten in der Unternehmensgeschichte gehören. Diese Modelle erreichten als erste Traktoren in Italien eine Geschwindigkeit von 40 km/h und waren auch die einzigen, die über ein Allradbremssystem verfügten.
Ende der 1980er Jahre macht die SLH-Gruppe mit der Einführung der Rückfahrkamera auf sich aufmerksam: Das so genannte Twin Vision-System. Auch die Motoren von SAME machen einen qualitativen Sprung nach vorne und die gesamte Serie 1000, die nach dem Modularitätsprinzip entwickelt wurde, ist nun mit elektronischer Einspritzung versehen.
1991 kommt es mit der Serie Titan zur Einführung des elektronischen Lastschaltgetriebes (Electronic PowerShift) für das obere Leistungssegment, während mit dem Frutteto II eine Modellreihe für den Einsatz in Obstplantagen und Weinbergen umgesetzt wird.
1995 kauft die SLH-Gruppe den Geschäftsbereich Landmaschinen von Klöckner-Humboldt-Deutz und firmierte um in  SAME Deutz-Fahr.

### Als Teil von SAME Deutz-Fahr
2002 wurde auf der EIMA die Baureihe Virtus vorgestellt.
Die 2011 vorgestellte Walker-Baureihe, mit vier gleich großen Rädern, wird bei Antonio Carraro hergestellt.
Die Iron-Baureihe wurde 2012 durch die Fortis-Baureihe und die Virtus-Baureihe abgelöst. Die kleineren Modelle der Iron-Baureihe, sowie die Silver-Baureihe wurden durch die Virtus-Baureihe, die von Italdesign Giugiaro entworfen wurde, abgelöst. Die größeren Modelle wurden durch die Fortis-Baureihe, die eine Weiterentwicklung des Iron war, ersetzt. Seit 2015 firmiert die SAME Deutz-Fahr Gruppe als SDF Group.

## Modelle

### Hergestellte Modelle

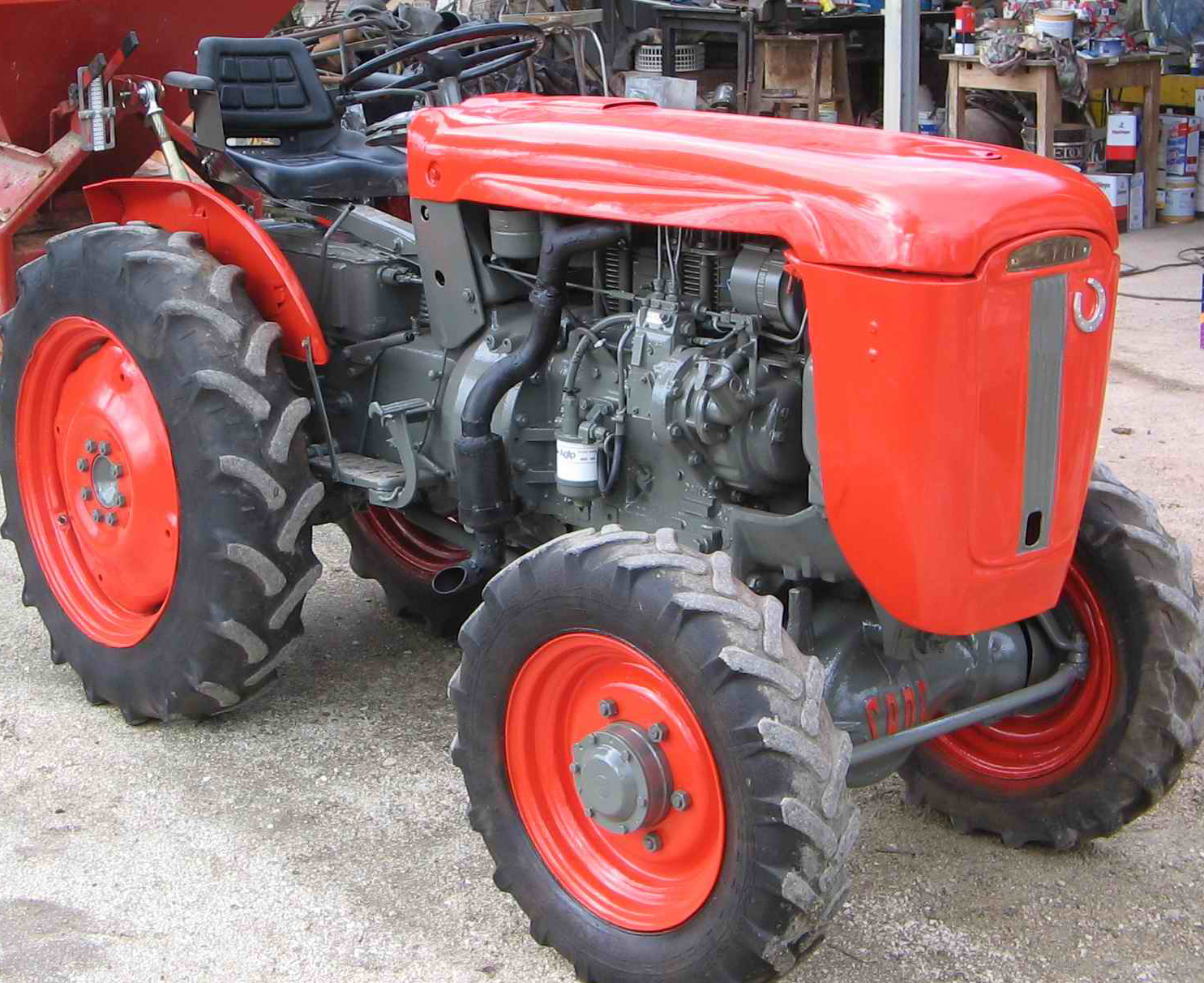
SAME puledro dt vigneto (1961)

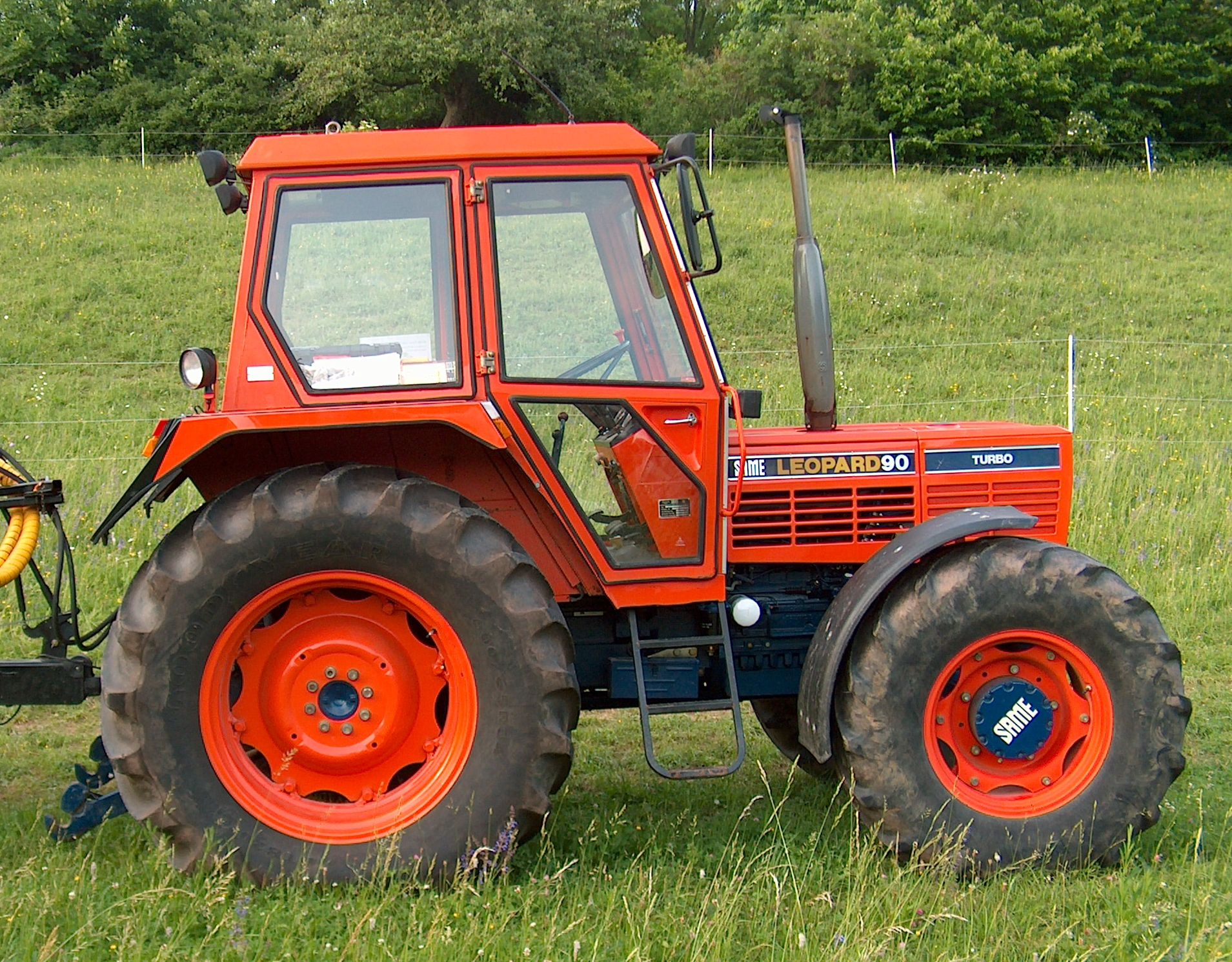
SAME Leopard 90

#### Von Cassani
- (1927) Cassani 40 PS
- (1934) Diesel-Schiffsmotor von Cassani mit Revolverkopf
- (1938–1940) Revolver-Dieselmotoren mit gegenüberliegenden Kolben A4/90 (für Schiffe) und B8/110 (für Flugzeuge)
- (1957) Super Cassani Diesel DA. 47

#### Von SAME
- (1946) Selbstfahrende Mähmaschine 851
- (1948) Allzwecktraktor
- (1950) 4R/10 – auch als Feldbahntraktor 4R/10
- (1952) D.A.12 – D.A.25 DT
- (1953) D.A.38
- (1954) D.A.12 – D.A.55
- (1956) D.A.17 – D.A.57
- (1957) DA 30 – Sametto 18
- (1958) SAC-Steuerung (Stazione Automatica di Controllo, zu Deutsch Automatische Steuerung)
- (1959) 240 DT – 360 – 480 Ariete – Sametto 120
- (1960) Samecar – Puledro
- (1961) 250

- (1963) Ariete
- (1965) Italia V – Atlanta
- (1966) 450 V – Centauro
- (1967) Leone 70
- (1969) Minitauro 55
- (1971) Delfino
- (1972) Sirenetta – Saturno – Corsaro – Aurora – Drago
- (1973) Minitauro Raupenfahrzeug
- (1974) Falcon
- (1975) Falcon Raupenfahrzeug – Panther
- (1976) Buffalo
- (1977) Tiger
- (1978) Leopard – Taurus Raupenfahrzeug
- (1979) Centurion – Leopard Raupenfahrzeug – Minitaurus – Row Crop – Vigneron – Condor – Tiger Six
- (1980) Hercules – Condor Raupenfahrzeug – Jaguar
- (1981) Trident – Mercury
- (1982) Fox
- (1983) Ranger – Explorer
- (1984) Galaxy – Explorer Raupenfahrzeug
- (1985) Laser
- (1986) Solar
- (1987) Solar Raupenfahrzeug – Frutteto
- (1989) Aster – Antares
- (1991) Titan
- (1993) Argon – Solaris
- (1994) Silver
- (1995) Rock – Dorado
- (1997) Golden
- (1999) Krypton – Rubin
- (2000) Diamond
- (2001) Argon
- (2002) Silver 160/180 – Iron

### Aktuelle Traktormodelle
- Solaris (35/55 PS)
- Tiger (65/75 PS)
- Argon3 (65/75/80 PS)

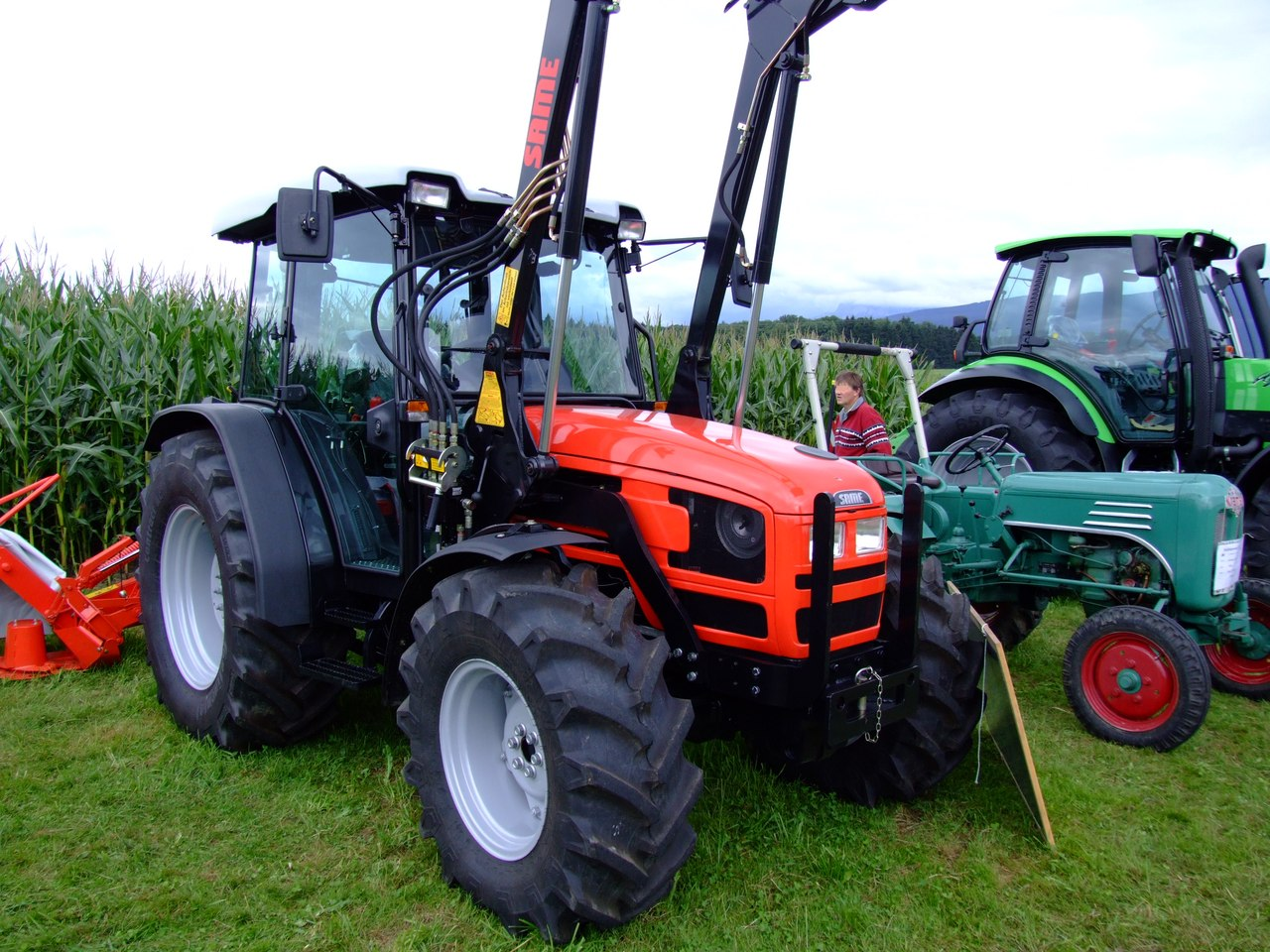
SAME Dorado

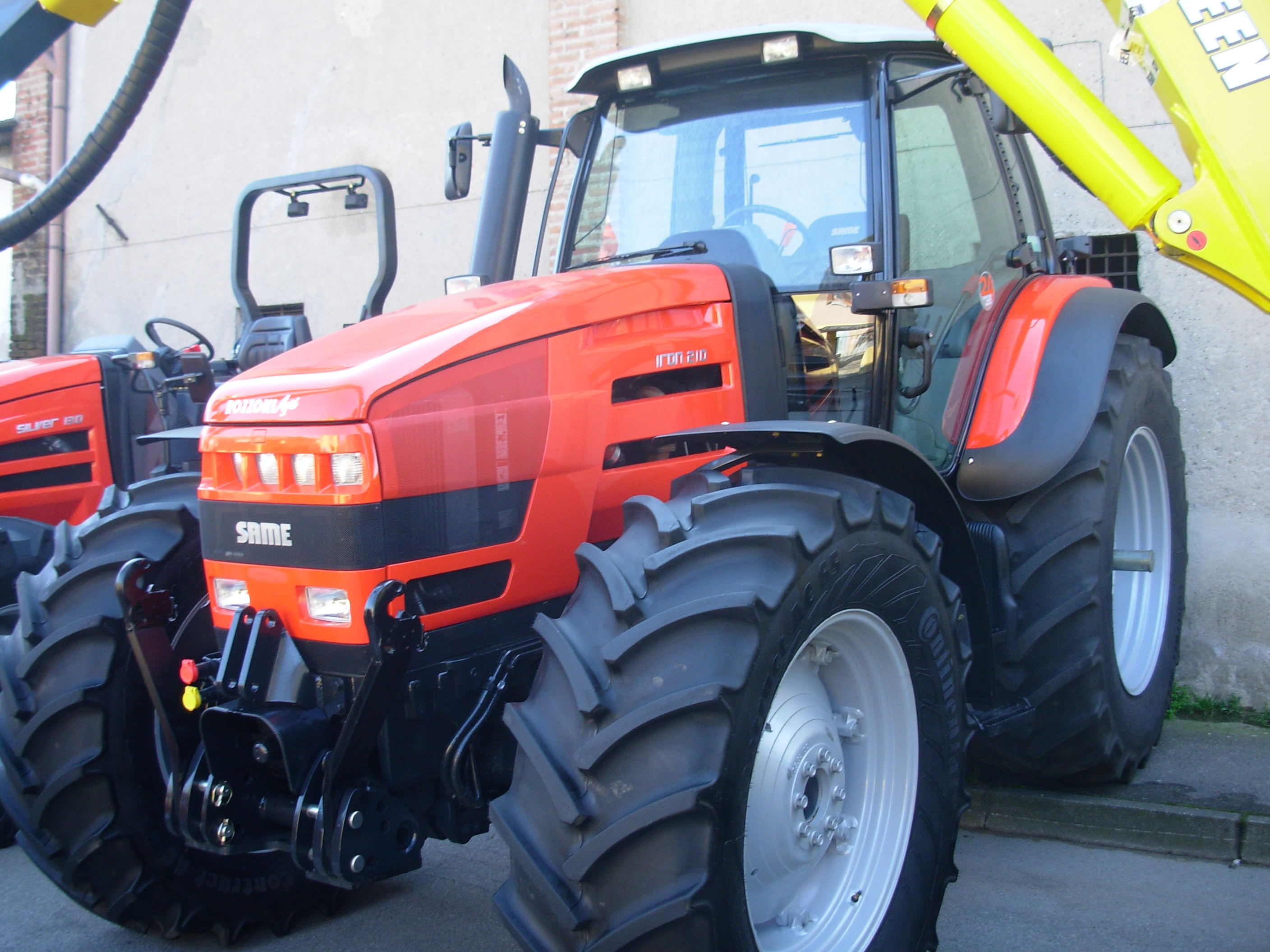
SAME Iron 210

- Dorado Classic (60/70/80/90/90.4 PS)
- Dorado (70/80/90/90.4/100.4 PS)
- Frutteto3 Classic (60/70/80/80.4/90/100 PS)
- Frutteto3 (80/90/100/110 PS)
- Krypton3 F (90/100 PS)
- Krypton3 V (80 PS)
- Krypton3 SIX (110 PS)
- Explorer (80/90/90.4/100/105.4/115.4 PS)
- Virtus J (90/100/110/120 PS)
- Virtus (100/110/120/130 PS)
- Fortis (120.4/130.4/140.4/140/150.4/150/160.4/160/180/190 PS)
- Audax (200/220 PS)